# تپه عمادالدین
تپه عمادالدین مربوط به دوران پیش از تاریخ ایران باستان است و در شاهرود، نزدیک بقعه شیخ عمادالدین واقع شده و این اثر در تاریخ ۲۸ فروردین ۱۳۸۰ با شمارهٔ ثبت ۳۷۰۷ به‌عنوان یکی از آثار ملی ایران به ثبت رسیده است.